# Facultad de ciencias (UNAH)

## Historia
La Facultad de Ciencias de la Universidad Nacional Autónoma de Honduras nació a partir de la Ley Orgánica de la UNAH del 2005, esta creó una comisión de transición con el propósitos de reformar las estructuras administrativas de la universidad y en compañía de la vicerrectoría reformó las estructuras académicas tomando en cuenta la propuesta del Centro Universitario de Estudios de Generales de la UNAH. Su primera rectora fue la doctora Mirna Marín quien dejó el cargo en el 2013

## Oferta académica[5]
- Técnico Universitario

1. Técnico en Metalurgia

- Grado

1. Licenciatura en Física
2. Licenciatura en Matemáticas
3. Licenciatura en Microbiología
4. Licenciatura en Biología
5. Licenciatura en Geología

- Postgrado

1. Maestría en Física
2. Maestría en Botánica
3. Maestría en Matemática con orientación en Ingeniería Matemática y Estadística Matemática
4. Maestría Enfermedades Infecciosas y Zoonóticas
5. Maestría en Recursos Hídricos con orientación en Hidrogeología
6. Maestría en Gestión del Riesgo y Manejo de Desastres Naturales
7. Maestría en Forestería Comunitaria

## Escuelas[6]
- Escuela de Biología
- Escuela de Microbiología
- Escuela de Física
- Escuela de Matemáticas y Ciencias de la Computación

## Institutos de investigación
- Instituto Hondureño de Ciencias de la Tierra (IHCIT)[7]
- Instituto de Investigación en Microbiología (IIM)[8]